# Бернхард VII фон дер Шуленбург
Бернхард VII 'Стари' фон дер Шуленбург (на немски: Bernhard VII 'der Ältere' von der Schulenburg; * ок. 1430; † пр. 25 май 1498) е благородник от род фон дер Шуленбург, „Черната линия“, в Алтмарк, Саксония-Анхалт.
Той е вторият син на граф Вернер VIII фон дер Шуленбург († пр. 1448) и съпругата му Барбара фон Есторф (* ок. 1360), дъщеря на Зегебанд II фон Есторф († 1396) и Грете фон дер Оедерне (* ок. 1320).
Брат е на Вернер X фон дер Шуленбург († 1494), „кнапе“ Ханс IV фон дер Шуленбург († пр. 1503), Вернер XI фон дер Шуленбург († 1515), Рихард I фон дер Шуленбург († 1491), Дитрих V фон дер Шуленбург († 1491/1494) и Елизабет/Илза фон дер Шуленбург († 1486), омъжена за Вернер II фон Алвенслебен († 1472/1477).

## Фамилия
Бернхард VII 'Стари' фон дер Шуленбург се жени за София фон Берге, дъщеря на Зегебанд фон Берге (* пр. 1440) и 	Абела фон Квицов († сл. 1489). Те имат една дъщеря:
- Рикса фон дер Шуленбург (* пр. 1460; † сл. 1500), омъжена за Дитрих фон Квицов († 1499)

Бернхард VII 'Стари' фон дер Шуленбург се жени втори път ок. 1460 г. за фон Оперсхаузен. Те имат децата (по друг източник децата са от първия му брак):
- Албрехт I фон дер Шуленбург 'Черния' († 1519), женен за Катарина фон Рор ( † сл. 1519)
- Зегебанд фон дер Шуленбург († 1515)
- Дитрих VII фон дер Шуленбург († 1526)
- Вернер
- Аделхайд, омъжена за Мартин Бенкендорф (1489 – 1575)
- Елизабет (1468 – 1553), омъжена за Клаус фон Барби
- Луция фон дер Шуленбург, омъжена за Курт фон Швайхолд
- Хайнрих IV, женен за Хедвиг фон Бредов († 1496)